# Netzlast
Die Netzlast (oder Netzbelastung; englisch network load) ist eine Kennzahl, welche die Auslastung eines Netzwerks zu einem bestimmten Zeitpunkt wiedergibt.
Zu den Netzwerken gehören insbesondere im Verkehrswesen das Straßen-, Schienen- und Wasserstraßennetz, im Energiesektor die Versorgungs- (Gasnetz, Stromnetz, Trinkwassernetz, Kanalisation) und Verbundnetze sowie in der Telekommunikation die Rechner-, Telekommunikations- und Verteilnetze. Eine zu niedrige Auslastung kann die Gewinnschwelle des Netzbetreibers unterschreiten und zu Verlusten führen, die zu hohe Auslastung eines Netzes kann bereits eine vermeidbare Netzstörung verursachen. Deshalb ist der Auslastungsgrad eines Netzwerkes (Netzlast) für den Netzbetreiber eine wichtige Kennzahl im Netzmanagement, um Entscheidungen hierauf aufzubauen. 
Die Störung in einem Teilbereich eines Netzes kann sich durch den Dominoeffekt auf das gesamte Netzwerk ausdehnen. So führt die Störung in einem Umspannwerk (Netzknoten) zum Stromausfall im betroffenen Stromnetz (Netzwerk) oder der Verkehrsunfall auf einer Straße zum Verkehrsstau in der Region; Stromausfall und Verkehrsunfall sind Netzstörungen. Auch unerwünschte elektrische Spannungen, die an Elektrogeräte übertragen werden, bezeichnet man als Netzstörung. Ein Netzausfall oder Totalausfall liegt vor, wenn die Netzversorgung völlig zusammenbricht.    

## Berechnung
Die Netzlast {\displaystyle N} ergibt sich aus der Gegenüberstellung der Kapazitätsauslastung eines Netzwerks zu einem bestimmten Zeitpunkt ({\displaystyle A}) mit der Kapazität {\displaystyle K}: 
{\displaystyle N={\frac {\text{A}}{\text{K}}}}.
Für Netzbetreiber ist die Netzauslastung von hoher Bedeutung. Überschreitet die Netzauslastung eines Netzwerks seine Kapazität, liegt eine Netzüberlastung  ({\displaystyle {\text{Ü}}}) vor:
{\displaystyle {\text{Ü}}=A>K}.
Tendenziell kommen hohe Netzauslastungen im Stromnetz in heißen Sommern (durch Klimaanlagen, Kühlanlagen) und sehr kalten Wintern (Elektrowärme) vor. Netzüberlastungen können dann zur Netzstörung durch Stromausfall führen wie der Stromausfall in Nordamerika im November 1965.

## Stromnetz
Am ehesten mit der Netzlast assoziiert wird das Strom- und Gasnetz. Da Energie nicht lagerfähig ist, abgesehen von Speicherkraftwerken, muss sie vom Stromnetz zu dem Zeitpunkt geliefert werden, an dem der Stromverbrauch entsteht. Die Netzlast weist klare Zyklen auf, denn sie ist tagsüber höher als nachts, an Werktagen höher als am Wochenende, im Winter höher als im Sommer. Dabei zeigt der Strompreis eine geringe Preiselastizität, denn höhere Strompreise verringern die Nachfrage nur bei wenigen Verbrauchern, und für die Kunden mit Konstanttarif besteht kein Anreiz, ihren Verbrauch möglichst in Zeiten niedriger Strompreise zu verschieben. Der mit Rabatt versehene Niedertarifstrom soll dennoch die Verbraucher dazu animieren, zur Nachtzeit, wenn die Netzlast geringer ist als am Tag, Strom zu verbrauchen. 
Mit Hilfe der Laststeuerung wird angestrebt, die Netzlast durch eine Verringerung der Nachfrage zu schonen. Letztes Mittel ist der – automatisch durch Netzschutz ausgelöste – Lastabwurf, der bei den betroffenen Verbrauchern zum Stromausfall führt. Mit ihm wird ein kompletter Netzausfall eines Verbundnetzes verhindert. 
Spitzenlast
In Deutschland beträgt die Spitzenlast (meist an einem Winter-Werktag) ungefähr 83 Gigawatt, oder umgerechnet 1000 Watt pro Kopf.
Vertikale Netzlast
Vertikale Netzlast ist „die vorzeichen-richtige Summe aller Übergaben aus dem Übertragungsnetz in der Regelzone […] über direkt angeschlossene Transformatoren und Leitungen zu Verteilungsnetzen und Endverbrauchern“. Die Kennzahl fasst den gesamten Leitungsfluss von der Ebene der Höchstspannung in die darunter liegenden Spannungsebenen (Hoch-, Mittel- und Niederspannung) zusammen. Damit entspricht die vertikale Netzlast der um die Stromerzeugung unterhalb des Übertragungsnetzes reduzierten Verbraucherlast. Die Kennzahl werden von den Übertragungsnetzbetreibern veröffentlicht.

## Rechnernetze
In Rechnernetzen ist die Netzlast die Datenmenge von Datenpaketen oder Nachrichten, die ein Datennetz pro Zeitspanne von allen Datenquellen annimmt. Während ein Dateiserver einem Client ganze Dateien zur Verfügung stellt, erledigt der Datenbankserver spezielle Abfragen auf einer Datenbank, was im Regelfall eine geringere Netzlast zur Folge hat. Die Netzlast gibt an, wie viel Prozent der tatsächlich verfügbaren Datenübertragungsrate genutzt werden.
Besondere Bedeutung hat die Netzlast der Breitbandkanäle, bei denen die beiden Ethernet-Kanäle über eine Brückenschaltung miteinander verbunden sind, welche die Analyse der Netzlast und die Einhaltung vorgegebener Grenzwerte erlaubt. Je größer ein Netz ist, desto anfälliger ist es für Netzstörungen, da jeder zusätzliche Benutzer die Netzlast erhöht und eine potenzielle Fehlerquelle darstellt. Steigt die Netzlast, nehmen die Antwortzeiten oder Zykluszeiten zu.

## Verkehrsnetze
In Verkehrsnetzen ist die Verkehrsdichte das Indiz für die Netzlast; ein hohes Verkehrsaufkommen zeigt eine hohe Netzlast in einem bestimmten Verkehrsraum an.

## Netzmanagement
Das Netzmanagement hat unter anderem die Aufgabe, die Netzlast permanent zu überwachen, um etwaige Engpässe frühzeitig zu erkennen und die Kapazitäten durch Laststeuerung zu erhöhen. Priorität besitzt dabei eine drohende Netzüberlastung, denn bei Überlastung einzelner Netzelemente werden diese von Schutzeinrichtungen abgeschaltet. Das Netzmanagement wertet beispielsweise Wetterdaten und den historischen Stromverbrauch aus, um hieraus Prognosen für die künftige Netzlast abzuleiten.
Außerdem sollen durch das Netzmanagement Netzstörungen verhindert und eingetretene Störungen protokolliert und beseitigt werden. Die Netzüberwachung wird überwiegend durch Computerprogramme sichergestellt, die beispielsweise einen hohen Druckverlust im Wasserversorgungsnetz melden, weil dieser möglicherweise auf einen Wasserrohrbruch (Störung im Wassernetz) zurückgeführt werden kann. Der Dominoeffekt kann sich auch netzübergreifend auswirken, wenn etwa der Stromausfall im Stromnetz auch das Rechnernetz lahmlegt.
In Deutschland wurde die Netzlast des Stromnetzes im Winter 2011/2012 besonders intensiv beobachtet und auch öffentlich rezipiert, weil dieser Winter der erste nach dem Atomausstieg 2011 war. Die Netzkapazität verringerte sich durch die sieben ältesten deutschen Atomkraftwerke sowie das umstrittene Kernkraftwerk Krümmel, die vom Netz genommen und deren Betriebserlaubnis entzogen wurde. Die Bundesnetzagentur (BNA) veröffentlichte einen umfassenden Bericht, wonach die Situation sehr angespannt war und die deutschen und österreichischen Reservekraftwerke mehrmals angefordert werden mussten. Nach Ansicht der BNA hatten die Versorgungseinschränkungen mit Erdgas im Februar 2012 hatten auch Schwachstellen in den Erdgasnetzen offengelegt.

## Wirtschaftliche Aspekte
Die Netzlast kann unter anderem durch den Netzzugang beeinflusst werden. Ein erschwerter Netzzugang (auch durch hohe Netztarife) verringert tendenziell die Netzlast, ein erleichterter Zugang erhöht sie. Bei konstanter Anzahl der Benutzer eines Netzes verändert sich die Netzlast durch die Intensität, mit der die Benutzer die Dienste des Netzes in Anspruch nehmen. Werden beispielsweise im Internet hohe Datenmengen nachgefragt (etwa bei Streaming Media oder Videokonferenzen), steigt die Netzlast, ohne dass sich die Anzahl der Benutzer verändert hat. 
Im Hinblick auf den Netzwerkeffekt steht das Netzmanagement vor dem Dilemma, einerseits eine zu niedrige Netzlast wegen steigender Stückkosten (fehlende Kostendegression) zu vermeiden, andererseits bei beginnendem Netzwerkeffekt Netzüberlastungen wegen der Störungsgefahr zu vermeiden. Der Netzwerkeffekt verwirklicht in Netzwerken das Gesetz der Massenproduktion.